# Hungarian Grand Prix 2023
Hungarian Grand Prix 2023 byl tenisový turnaj na ženském profesionálním okruhu WTA Tour, hraný v Tenisové akademii Római. Dvacátý šestý ročník Hungarian Grand Prix probíhal mezi 17. a 23. červencem 2023 v maďarské metropoli Budapešti na otevřených antukových dvorcích.
Turnaj dotovaný 225 480 eury patřil do kategorie WTA 250. Nejvýše nasazenou singlistkou se stala třicátá devátá hráčka světa a obhájkyně titulu Bernarda Peraová ze Spojených států, kterou na úvod vyřadila Diana Šnajderová. Jako poslední přímá účastníce do dvouhry nastoupila maďarská 106. tenistka žebříčku Anna Bondárová. V důsledku invaze Ruska na Ukrajinu na konci února 2022 řídící organizace tenisu ATP, WTA a ITF s grandslamy rozhodly, že ruští a běloruští tenisté mohli dále na okruzích startovat, ale do odvolání nikoli pod vlajkami Ruska a Běloruska.
První účast v hlavní soutěži okruhu WTA Tour proměnila v titul 19letá Marija Timofejevová, a to přes porážku v kvalifikačním kole. Stala se tak čtvrtou šampionkou, která ovládla dvouhru již při své premiéře na túře WTA. Rovněž představovala první šťastnou poraženou vítězku od Gauffové na Linz Open 2019. Čtyřhru ovládl polsko-maďarský pár Katarzyna Piterová a Fanny Stollárová, jehož čenky získaly první společnou trofej.

## Rozdělení bodů a finančních odměn

### Rozdělení bodů
| Soutěž      | Soutěž      | vítězové | finalisté | semifinalisté | čtvrtfinalisté | 16 v kole | 32 v kole | Q  | Q2 | Q1 |
| ----------- | ----------- | -------- | --------- | ------------- | -------------- | --------- | --------- | -- | -- | -- |
| dvouhra žen | [ 1 ] [ 6 ] | 280      | 180       | 110           | 60             | 30        | 1         | 18 | 12 | 1  |
| čtyřhra žen | [ 7 ]       | 280      | 180       | 110           | 60             | 1         | —         | —  | —  | —  |

### Finanční odměny
| Soutěž                                | Soutěž      | vítězové | finalisté | semifinalisté | čtvrtfinalisté | 16 v kole | 32 v kole | Q2      | Q1      |
| ------------------------------------- | ----------- | -------- | --------- | ------------- | -------------- | --------- | --------- | ------- | ------- |
| dvouhra žen                           | [ 1 ] [ 6 ] | 29 760 € | 17 590 €  | 9 810 €       | 5 580 €        | 3 410 €   | 2 438 €   | 1 804 € | 1 164 € |
| čtyřhra žen                           | [ 7 ]       | 10 820 € | 6 090 €   | 3 504 €       | 2 086 €        | 1 606 €   | —         | —       | —       |
| částka ve čtyřhrách je uvedena na pár |             |          |           |               |                |           |           |         |         |

## Ženská dvouhra

### Nasazení
| Stát                            | Hráčka                    | WTA | Nasazení |
| ------------------------------- | ------------------------- | --- | -------- |
| USA                             | Bernarda Peraová          | 27. | 1.       |
| Čína                            | Čang Šuaj                 | 38. | 2.       |
| Itálie                          | Camila Giorgiová          | 48. | 3.       |
| Kazachstán                      | Julia Putincevová         | 56. | 4.       |
| Německo                         | Tatjana Mariová           | 62. | 5.       |
|                                 | Elina Avanesjanová        | 68. | 6.       |
|                                 | Kamilla Rachimovová       | 72. | 7.       |
| Slovensko                       | Anna Karolína Schmiedlová | 77. | 8.       |
| Argentina                       | Nadia Podoroská           | 80. | 9.       |
| Žebříček WTA k 3. červenci 2023 |                           |     |          |

### Jiné formy účasti
Následující hráčky obdržely divokou kartu do hlavní soutěže:
- Fanny Stollárová
- Natália Szabaninová
- Amarissa Tóthová

Následující hráčky nastoupily pod žebříčkovou ochranou:
- Kristína Kučová
- Jevgenija Rodinová

Následující hráčky si zajistily postup do hlavní soutěže z kvalifikace:
- Irene Burillová Escorihuelová
- Louisa Chiricová
- Kaja Juvanová
- Astra Sharmaová
- Anna Sisková
- Kateryna Voloďková

Následující hráčky postoupily z kvalifikace jako šťastné poražené:
- Valentini Grammatikopoulou
- Marija Timofejevová

### Odhlášení
před zahájením turnaje
- Sorana Cîrsteaová → nahradila ji  Tamara Korpatschová
- Camila Giorgiová → nahradila ji  Valentini Grammatikopoulou
- Anna Kalinská → nahradila ji  Carole Monnetová
- Kaia Kanepiová → nahradila ji   Polina Kuděrmetovová
- Tereza Martincová → nahradila ji   Marija Timofejevová
- Anastasija Potapovová → nahradila ji  Rebecca Šramková
- Viktorija Tomovová → nahradila ji  Storm Hunterová
- Taylor Townsendová → nahradila ji  Tímea Babosová

### Skrečování
- Anhelina Kalininová
- Lesja Curenková

### Nasazení
| Stát                                                                        | Hráčka            | Stát   | Hráčka               | WTA  | Nasazení |
| --------------------------------------------------------------------------- | ----------------- | ------ | -------------------- | ---- | -------- |
| Kazachstán                                                                  | Anna Danilinová   | Norsko | Ulrikke Eikeriová    | 68.  | 1.       |
| Maďarsko                                                                    | Anna Bondárová    | Čína   | Čang Šuaj            | 86.  | 2.       |
| Maďarsko                                                                    | Tímea Babosová    |        | Alexandra Panovová   | 130. | 3.       |
| USA                                                                         | Angela Kulikovová | USA    | Sabrina Santamariová | 130. | 4.       |
| Žebříček WTA k 3. července 2023; číslo je součtem umístění obou členek páru |                   |        |                      |      |          |

### Jiné formy účasti
Následující páry získaly do soutěže divokou kartu:
- Adrienn Nagyová /  Amarissa Tóthová
- Rebeka Stolmárová /  Natália Szabaninová

## Přehled finále

### Ženská dvouhra
- Marija Timofejevová vs.  Kateryna Baindlová, 6–3, 3–6, 6–0

### Ženská čtyřhra
- Katarzyna Piterová /  Fanny Stollárová vs.  Jessie Aneyová /  Anna Sisková, 6–2, 4–6, [10–4]